# Tadarida kuboriensis
Tadarida kuboriensis (McKean & Calaby, 1968) è un pipistrello della famiglia dei Molossidi endemico della Nuova Guinea.

## Descrizione

### Dimensioni
Pipistrello di medie dimensioni, con la lunghezza della testa e del corpo tra 71 e 89 mm, la lunghezza dell'avambraccio tra 54,6 e 60 mm, la lunghezza della coda tra 41 e 50 mm, la lunghezza del piede tra 11 e 16 mm, la lunghezza delle orecchie tra 17 e 21 mm e un peso fino a 28,8 g.

### Aspetto
Le parti dorsali sono bruno-rossastre scure, mentre le parti ventrali sono più chiare. Il muso è lungo, troncato, con il labbro superiore che si estende ben oltre quello inferiore e ricoperto da diverse pieghe cutanee e da piccole setole spatolate. Le orecchie sono triangolari, con l'estremità arrotondata ed unite anteriormente alla base. Il trago è molto piccolo e parzialmente nascosto dietro l'antitrago ben sviluppato. La coda è lunga, tozza e si estende per più della metà oltre l'uropatagio.

## Biologia

### Alimentazione
Si nutre di insetti volanti catturati negli spazi aperti.

## Distribuzione e habitat
Questa specie è diffusa in Nuova Guinea.
Vive nelle foreste muschiose di Nothofagus e nei prati subalpini tra 1.900 e 2.800 metri di altitudine.

## Conservazione
La IUCN Red List, considerato il vasto areale e la mancanza di minacce rilevanti, classifica T.kuboriensis come specie a rischio minimo (Least Concern)).